# Гідродинамічна теорія детонації
Гідродинамічна теорія детонації (рос. гидродинамическая теория детонации; англ. hydrodynamic detonation theory; нім. hydrodynamische Detonationstheorie f) – теорія, яка розглядає швидкість розповсюдження детонації як швидкість проходження по заряду ударної хвилі стиснення, енергія якої достатня для збудження вибухового перетворення наступних шарів вибухової речовини (ВР). 